# Bundibugyo
Bundibugyo  este un oraș  în  Uganda. Este reședinta  districtului Bundibugyo.